# ITU-T
ITU-T – Sektor Normalizacji Telekomunikacji ITU (ang. International Telecommunication Union – Telecommunication Standardization Sector) (Dawniej CCITT)
ITU-T zajmuje się tworzeniem standardów obejmujących wszystkie dziedziny telekomunikacji, powstał 1 marca 1993 roku i zastąpił istniejący wówczas Komitet CCITT.
Członkami Sektora Normalizacji Telekomunikacji są, zgodnie z Konstytucją i Konwencją ITU:
- z mocy prawa administracje wszystkich Członków Międzynarodowego Związku Telekomunikacyjnego (w przypadku Polski są to: Ministerstwo Cyfryzacji i Urząd Komunikacji Elektronicznej);
- jednostki lub organizacje upoważnione zgodnie z właściwymi postanowieniami Konwencji (w przypadku Polski są to: Polkomtel, Orange Polska i Politechnika Łódzka, Instytut Łączności)[1].

## Serie rekomendacjiITU-T
- A – Organization of the work of ITU-T
- B – Means of expression: definitions, symbols, classification
- C – General telecommunication statistics
- D – General tariff principles
- E – Overall network operation, telephone service, service operation and human factors
- F – Non-telephone telecommunication services
- G – Transmission systems and media, digital systems and networks
  - G.711
  - G.723.1
  - G.726
  - G.729
  - G.992.1 ADSL1
  - G.992.2 ADSL G.Lite
  - G.992.3 ADSL2
  - G.992.4 ADSL2 Lite
  - G.992.5 ADSL2+
- H – Audiovisual and multimedia systems
  - H.225
  - H.261
  - H.263
  - H.264
  - H.265
  - H.323
  - H.325
- I – Integrated services digital network –
- J – Cable networks and transmission of television, sound programme and other multimedia signals
- K – Protection against interference
- L – Construction, installation and protection of cables and other elements of outside plant
- M – TMN and network maintenance: international transmission systems, telephone circuits, telegraphy, facsimile and leased circuits
- N – Maintenance: international sound programme and television transmission circuits
- O – Specifications of measuring equipment
- P – Telephone transmission quality, telephone installations, local line networks
- Q – Switching and signalling
- R – Telegraph transmission
- S – Telegraph services terminal equipment
- T – Terminals for telematic services
- U – Telegraph switching
- V – Data communication over the telephone network
  - V.1
  - V.10
  - V.11
  - V.17
  - V.2
  - V.21
  - V.22
  - V.22bis
  - V.23
  - V.24
  - V.28
  - V.32
  - V.32bis
  - V.34
  - V.34bis
  - V.35
  - V.4
  - V.42
  - V.42bis
  - V.44
  - V.7
  - V.8
  - V.8bis
  - V.90
  - V.92
- X – Data networks and open system communication
  - X.25
  - X.400
  - X.509
- Y – Global information infrastructure and internet protocol aspects
- Z – Languages and general software aspects for telecommunication systems